# Songs of Praise
Songs of Praise è il primo album del gruppo punk inglese The Adicts, pubblicato nel 1981 da Dwed Records e in seguito ripubblicato varie volte, da Fall Out Records l'anno successivo, da Cleopatra Records nel 1993 e da I Used To Fuck People Like You In Prison Records in CD/DVD nel 2008 per il venticinquesimo anniversario.

## Tracce
- Tutte le tracce scritte dai The Adicts eccetto dove indicato.

1. England - 2:34
2. Hurt - 2:41
3. Just Like Me (Kid Davidson, Mel Ellis, Keith Warren) - 1:52
4. Tango - 2:13
5. Telepathic People - 2:10
6. Mary Whitehouse - 1:58
7. Distortion - 2:42
8. Get Adicted (Davidson, Ellis, Warren) - 2:04
9. Viva la Revolution (Davidson, Ellis, Warren) - 2:23
10. Calling Calling - 2:42
11. In the Background - 3:01
12. Dynasty - 2:41
13. Peculiar Music - 1:56
14. Numbers - 2:21
15. Sensitive - 2:13
16. Songs of Praise - 2:20

### Bonus track (ristampa Cleopatra Records)
1. Sound of Music (Davidson, Ellis, Warren) - 2:35
2. Who Spilt My Beer? (Davidson, Ellis, Warren) - 3:16

## Formazione
- Keith Monkey Warren - voce
- Pete Dee Davison - chitarra
- Mel Ellis - basso
- Michael Kid Dee Davison - batteria

## Crediti[3]
- The Adicts - produttore, missaggio
- Dave - missaggio, assistente alla produzione
- Tony G. - missaggio
- Jamie Ruderman - redesign
- Kid 'N Play - voce di sottofondo
- Mel Lewis Jazz Orchestra - voce di sottofondo
- Pete Rock - voce di sottofondo